# Филбин, Реджис
Реджис Фрэнсис Хавьер Филбин (англ. Regis Francis Xavier Philbin; 25 августа 1931, Манхэттен, Нью-Йорк — 24 июля 2020, Гринуич) — американский телеведущий. Лауреат премии «Эмми». Занесён в Книгу рекордов Гиннесса за то, что провёл в эфире почти 17 тысяч часов. Его называли «самым трудолюбивым человеком в шоу-бизнесе».
Наиболее известен тем, что был первым ведущим американской версии «Who Wants to Be a Millionaire?». Он также был ведущим первого сезона шоу «America’s Got Talent».
Умер 24 июля 2020 года в возрасте 88 лет.